# Cnemaspis modiglianii
Espèce
Cnemaspis modiglianii est une espèce de geckos de la famille des Gekkonidae.

## Répartition
Cette espèce est endémique d'Enggano en Indonésie.

## Description
Cnemaspis modiglianii mesure, queue non comprise, jusqu'à 33,7 mm. C'est une espèce insectivore diurne.

## Étymologie
Cette espèce est nommée en l'honneur d'Elio Modigliani.

## Publication originale
- Das, 2005 : Revision of the Genus Cnemaspis Strauch, 1887 (Sauria: Gekkonidae), from the Mentawai and Adjacent Archipelagos off Western Sumatra, Indonesia, with the Description of Four New Species. Journal of Herpetology, vol. 39, n. 2, p. 233-247.